# Copa del Món de Futbol de 1974 - Grup 2
El Grup 2 de la Copa del Món de Futbol 1974, disputada a l'Alemanya Occidental, estava compost per quatre equips, que s'enfrontaren entre ells amb un total de 6 partits. Els dos millors classificats passaren a jugar la segona fase.

## Integrants
El grup 2 està integrat per les seleccions següents:
| Iugoslàvia | Brasil | Escòcia | Zaire |
| ---------- | ------ | ------- | ----- |

## Classificació
| Pos | Equip      | PJ | PG | PE | PP | GF | GC | DG  | Pts | Classificació           |
| --- | ---------- | -- | -- | -- | -- | -- | -- | --- | --- | ----------------------- |
| 1   | Iugoslàvia | 3  | 1  | 2  | 0  | 10 | 1  | +9  | 4   | Avança a la segona fase |
| 2   | Brasil     | 3  | 1  | 2  | 0  | 3  | 0  | +3  | 4   | Avança a la segona fase |
| 3   | Escòcia    | 3  | 1  | 2  | 0  | 3  | 1  | +2  | 4   |                         |
| 4   | Zaire      | 3  | 0  | 0  | 3  | 0  | 14 | −14 | 0   |                         |

## Partits

### Brasil vs Iugoslàvia
| Brasil | 0–0     | Iugoslàvia |
| ------ | ------- | ---------- |
|        | Informe |            |

### Zaire vs Escòcia
| Zaire | 0–2     | Escòcia                  |
| ----- | ------- | ------------------------ |
|       | Informe | Lorimer 26' · Jordan 34' |

### Iugoslàvia vs Zaire
| Iugoslàvia                                                                                                 | 9–0     | Zaire |
| --- | ------- | ----- |
| Bajević 8', 30', 81' · Džajić 14' · Šurjak 18' · Katalinski 22' · Bogićević 35' · Oblak 61' · Petković 65' | Informe |       |

### Escòcia vs Brasil
| Escòcia | 0–0     | Brasil |
| ------- | ------- | ------ |
|         | Informe |        |

### Escòcia vs Iugoslàvia
| Escòcia    | 1–1     | Iugoslàvia |
| ---------- | ------- | ---------- |
| Jordan 88' | Informe | Karasi 81' |

### Zaire vs Brasil
| Zaire | 0–3     | Brasil                                       |
| ----- | ------- | -------------------------------------------- |
|       | Informe | Jairzinho 12' · Rivelino 66' · Valdomiro 79' |